# Саџак
Саџак је метални троножац изнад огњишта — ватре који носи посуду (котао, казан) у којој се нешто кува.

## Вук Караџић о саџаку
Њ. Der Dreifuß и л. тripus — троног, троножац, пророчиште.

## Магијска моћ саџака
Ватра и огњиште су, већ по себи, имале тајновиту и значајну магијску моћ. (Некада су се под огњиштем — мјесто на коме се ложила ватра, закопавали мртви). Тако су и предмети са огњишта добијали магијску моћ, а гвожђе од саџака посебну.
Те ванредне моћи саџака користиле су се у борби против нечистих сила и демона.

## Обичај са саџаком
Како се веровало да демони доносе превише кише, поводње и поплаве, да би се заштитили, људи су износили саџак са огњишта у двориште и постављали га наопако, ногу окренутих према небу. Тај ритуал требало је да заустави кишу.

## Послије саџака
Овом заборављеном, некада уобичајеном реквизиту, живот су продужили неки топоними у Босни, као и српско презиме Саџак којега има у Босанској Крајини.